# Ismaïl Rafaat
Ismaïl Rafaat (arabe : إسماعيل رأفت) (né en 1908 en Égypte et mort à une date et à un lieu inconnu) est un joueur de football international égyptien, qui évoluait au poste de défenseur.

## Biographie
Il fut un des premiers grands joueurs égyptiens de l'histoire. Il a porté les couleurs du Zamalek SC et de l'équipe d'Égypte. Il a grandement contribué à qualifier l'équipe d'Égypte pour la coupe du monde 1934 en Italie à laquelle il participe, et joue le match contre la Hongrie en 8e de finale, où ils s'inclinent 4 buts à 2.